# Nathan Tompsett
Nathan Aaron Tompsett (30 agosto 1999) è un giocatore di football americano svizzero che gioca nel ruolo di defensive end per gli Helvetic Mercenaries.